# 本泰什蒂鄉
46°37′N 22°28′E / 46.617°N 22.467°E
本泰什蒂鄉（羅馬尼亞語：Comuna Buntești, Bihor），是羅馬尼亞的鄉份，位於該國西北部，由比霍爾縣負責管轄，面積15平方公里，海拔高度271米，2011年人口4,253，人口密度每平方公里275人。